# Kim
Kim (kim pitomi, kimlin, lat. Carum carvi) jedan je od najstarijih poznatih začina iz porodice Apiaceae. Plodovi kima nađeni su u iskopinama iz 3000. godine pr. n. e., a u pisanim spomenicima spominje ga Karlo Veliki.

## Rasprostranjenost
Kim se najviše uzgaja u zemljama bivšeg SSSR i u Europi (Nizozemska i skandinavske zemlje). Porijeklom je iz Male Azije.

## Uporaba
Kim je klasičan začin teškoj hrani: jelima od krumpira, mahunastog povrća, kupusa i dodatak je pecivu. Čest je u indijskoj kuhinji u karijima.
Listovi kima imaju okus peršina i kopra. Dodatak je juhama i salatama. Korijen se može kuhati kao svako drugo povrće. Plodovi su omiljeni naročito u židovskoj, sjeverno i istočno europskoj kuhinji, kao začin pecivima od raži, gulašu, siru, kolačima, jabukama i rakiji. Ni nakon dužeg vremena plodovi kima ne gube na kvalitetu i aromi.
Od kima se rade i likeri i rakije.

## Kemijski sastav
Kim sadrži eterična ulja( plodovi do 8,2 %), više masne kiseline i vitamin C.
Kemijska molekula od koje potječe osjećaj "okusa kima", S-karvon, ima identičnu strukturu kao molekula koju poistovjećujemo s "okusom paprene metvice", tzv. R-karvon, pri čemu je jedina razlika u njihovoj kiralnosti.
Od makroelemenata sadrži (mg/g) 16,20 kalija, 13,80 kalcija, 4,00 magnezija, te 0,30 željeza.Od mikroelementa (mkg/g) sadrži 0,11  mangana, 0,45 bakra, 0,57 cinka, 0,50 molibdena, o,32 kroma, 0,002 aluminija, 0,09 barija, o,10 vanadija, 11,30 selena, 0,59 nikla, 0,20 stroncija, 0,03 olova, 0,09 joda i 42,00 bora.

## Narodno vjerovanje
Kim pospješuje apetit, olakšava probavu, nadutost i pomaže kod grčeva u trbuhu. Ulje kima koristi se za ublažavanje glavobolje, migrena i loše probave.

## Vanjske poveznice
https://pfaf.org/user/Plant.aspx?LatinName=Carum+carvi